# Alain Vertot
Alain Vertot (né le 14 novembre 1972 en Guadeloupe) est un joueur de football français (guadeloupéen).

## Palmarès

### Compétition nationale
- Championnat de Guadeloupe (3) :

L'Étoile de Morne-à-l'Eau : 2001, 2002, 2007
- Coupe de Guadeloupe (1) :

L'Étoile de Morne-à-l'Eau : 2002